# 24.000 baci/Aulì-Ulè
24.000 baci/Aulì-Ulè è un singolo di Adriano Celentano con Giulio Libano e la sua orchestra, pubblicato in Italia nel 1961.

## Brani
24 mila baci è un brano musicale composto da Ezio Leoni, Pietro Vivarelli, Lucio Fulci e Adriano Celentano, presentato al Festival di Sanremo 1961 in coppia con Little Tony, classificandosi al secondo posto. Adriano scandalizza il pubblico voltandogli le spalle e girandosi solo dopo il cambio di tempo dell'orchestra. Il brano arriva primo in classifica per cinque settimane ed in quarta posizione in Vallonia nelle Fiandre, vendendo nelle settimane successive mezzo milione di copie. Ottiene la 17ª posizione nella classifica generale dell'anno. Il brano è stato pubblicato anche dall'etichetta discografica Durium nella versione cantata da Little Tony.
Dalida ne ha inciso una cover nel singolo 24 mila baci/Non mi dire chi sei prodotto dalla casa discografica Barclay.
Kai Bailey nel 2019 incide una cover per la raccolta Romantic Valentine's Day - Italian Hits (Warm Toasty Music).

## Tracce
Lato A
1. 24.000 baci – 2:30 (testo: Pietro Vivarelli, Lucio Fulci – musica: Ezio Leoni, Adriano Celentano)

Lato B
1. Aulì-Ulè – 2:25 (testo: Luciano Beretta – musica: Ezio Leoni)

## Curiosità
- La canzone è stata usata nel primo film di Emir Kusturica Ti ricordi di Dolly Bell?, nel quale viene eseguita svariate volte dal complessino capeggiato da Dino, protagonista della pellicola.

- Nel 1967 il giovane esordiente Ron viene notato da un talent-scout della RCA Italiana mentre partecipa alla quarta edizione della Fiera della Canzone Italiana di Milano (organizzata dal maestro Angelo Camis)[3] cantando 24 mila baci. Di lì a poco verrà messo sotto contratto dalla It di Vincenzo Micocci, distribuita dalla RCA.